# Primera batalla de Tabasco

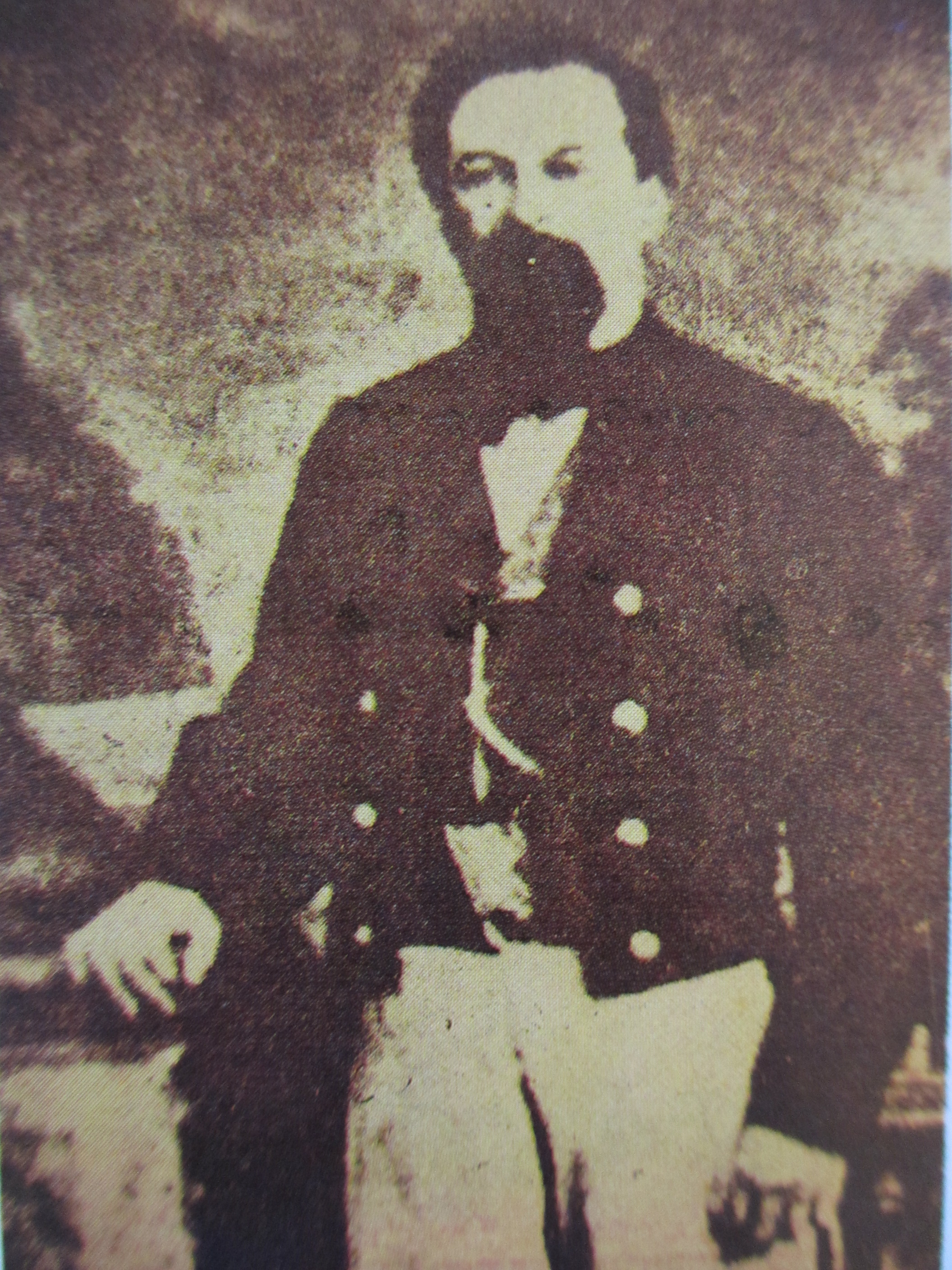
Coronel Juan Bautista Traconis, gobernador de Tabasco. Logró una victoria histórica sobre los invasores estadounidenses.

La Primera Batalla de Tabasco se libró durante la Intervención estadounidense en México, y formó parte de la Intervención estadounidense en Tabasco.

## Antecedentes
La batalla fue parte de los esfuerzos del Home Fleet de la Armada de los Estados Unidos por generar un bloqueo a los principales puertos mexicanos en el Golfo de México.
El Comodoro Matthew Perry dirigió un destacamento de 7 buques a lo largo de la costa sur del estado de Tabasco. Perry llegó al Río Tabasco (hoy conocido como río Grijalva) el 22 de octubre y se apoderó de la ciudad de Frontera junto con dos de sus buques. Dejando una pequeña guarnición, el 24 de octubre avanzó junto a sus tropas con dirección a la ciudad de San Juan Bautista (hoy Villahermosa).
Al enterarse de los acontecimientos, el gobernador y comandante militar de Tabasco, el general Juan Bautista Traconis decretó el estado de sitio en la capital del estado, acuarteló a la tropa tabasqueña y al batallón de Acayucan que se encontraba en la ciudad, instaló barricadas, dispuso de los pertrechos de guerra y preparó la defensa de la capital. 
| Buques utilizados por los estadounidenses en la batalla | Comandantes de nave      |
| Vapor "Mississipi"                                      | Capitán French Forrest   |
| Vapor "Vixen"                                           | Comodoro Mattew C. Perry |
| Goleta "Bonita"                                         | Comandante Brenham       |
| Goleta "Reefer"                                         | Comandante Sterret       |
| Goleta "Fortuna"                                        | Comandante Sands         |
| Goleta "Nonata"                                         | Comandante Hazard        |
| Vapor "McLane"                                          | Capitán Howard           |

## La batalla
Perry llegó a la ciudad de San Juan Bautista el 25 de octubre, el gobernador Traconis recibió una comisión de marinos estadounidenses encabezada por el capitán Forrest, exigiéndo la rendición de la plaza, manifestando a la vez, que de no efectuarse en quince minutos, demolerían la plaza y pasarían después a cuchillo a toda la guarnición, siendo la respuesta de Traconis: “Diga usted al Comodoro Perry que primero moriré con mi guarnición antes de entregar la plaza”. Perry se dio cuenta de que el bombardeo de la ciudad sería su única opción para expulsar a los elementos del Ejército Mexicano. 

### Desarrollo de la batalla
Perry preparó la flota para iniciar el ataque a la ciudad. Eran las 14:15 horas, cuando inició la batalla, la tropa mexicana se apostó en "El Principal", parte de lo que hoy es el Palacio de Gobierno, la cárcel pública, ángulo sureste de la plaza de Armas, la iglesia de Esquipulas y la de la Concepción, el cuartel de la "Encarnación" y en la casa de Sentmanat, donde estaban el Cuartel General y el Batallón de Acayucan. Las fuerzas mexicanas comenzaron a disparar a la flota estadounidense que respondió de inmediato con artillería de cañones. 
El bombardeo estadounidense comenzó en forma despiadada, con el fin de rendir la plaza. Los estadounidenses destacaron tres columnas de 100 hombres en tres lanchas al mando del capitán French Forrest que trataban de desembarcar frente a la iglesia de la Concepción, pero fueron rechazados y diezmados. Atacaron también por la hoy calle Vázquez Norte, sufriendo otro revés. Uno de los disparos rompió el asta bandera del Cuartel General, eso mismo generó que la escuadra invasora pensase que ya se había dado la rendición de la plaza, por lo que suspendieron el fuego y enviaron a una nueva comisión a indagar, a lo que Traconis respondió: 

..."diga Ud. al Sr. Comodoro Perry, que la plaza no se rinde ni se rendirá jamás; que por azar la bandera se ha venido abajo; que no tengo otra asta para tremolarla de nuevo, pero que la voy a fijar en la torre de la iglesia, que por fortuna tengo tan cerca; que se lo aviso para que si quiere dirigir sus fuegos sobre dicha torre, lo haga, con la seguridad de que, o soy muerto en aquel sitio o pongo la bandera de mi patria en la cruz de hierro que está en el remate de la torre."

Los estadounidenses continuaron bombardeando la ciudad, intentando tomarla hasta en cinco ocasiones sin obtener el menor éxito favorable ya que los tabasqueños lograron rechazar y diezmar al enemigo. El cañoneo duró hasta las 6 de la tarde, sin que los estadounidenses pudieran tomar la ciudad, por lo que tuvieron que regresar a sus barcos. Los tabasqueños se mantuvieron alerta toda la noche, listos para repeler cualquier intento de asalto. Esta gloriosa hazaña ocurrió el 25 de octubre de 1846.
Al amanecer del día 26 de octubre, los estadounidenses reiniciaron el bombardeo. A las 7 de la mañana, los cónsules de Alemania, España y Gran Bretaña le solicitaron al gobernador, el general Juan Bautista Traconis se rindiera para evitar más destrucción de la ciudad, a lo que Traconis respondió que "la única forma de evitar eso, era que los invasores se retiraran". Perry respondió con un bombardeo inmisericorde, hasta que cansado y ante la impotencia de tomar la plaza, Perry solicitó una tregua a través de los Cónsules de Alemania, Inglaterra y Francia, y una vez concedida, decidió regresar hacia Frontera, sin poder tomar la ciudad, llevándose como botín, tres goletas: "El Tabasqueño", "Micaela" y "Pitirri"; un pailebot el "Progreso" y un bergantín: "Manuelita". De esta forma, se consumaba una de las más grandes hazañas de la historia mexicana.
Ya en Frontera, Perry estableció un bloqueo naval para evitar el abastecimiento de víveres y pertrechos militares hacia la capital del estado.

## Consecuencias
La victoria obtenida por las fuerzas tabasqueñas al mando del general Juan Bautista Traconis cubrieron de gloria a las armas nacionales, ya que esta fue una de las pocas batallas ganadas por fuerzas mexicanas a los Estados Unidos de América durante la intervención estadounidense en México.

### Triunfo histórico
Este memorable episodio de la historia de Tabasco, es una de las pocas acciones, en que las fuerzas mexicanas lograron derrotar al invasor estadounidense.
Tendrían que pasar 70 años, para que otro mexicano, Francisco Villa, derrotara nuevamente al ejército estadounidense, durante la intervención del general Pershing en 1916. Ninguna otra fuerza estadounidense similar en número y armamento a la que se enfrentó Traconis, fue vencida durante una invasión en el mundo.